# 塞雷布里亞 (海辛區)
48°33′29″N 29°55′46″E / 48.55806°N 29.92944°E
塞雷布里亞（烏克蘭語：Серебрія），是烏克蘭的村落，位於該國西南部文尼察州，由海辛區朱林卡市镇負責管轄，始建於1890年，面積35平方公里，海拔高度200米，2001年人口525，人口密度每平方公里15人。